# Żelazków (powiat Kaliski)
Żelazków is een dorp in het Poolse woiwodschap Groot-Polen, in het district Kaliski. De plaats maakt deel uit van de gemeente Żelazków en telt 830 inwoners.